# Keltibérek

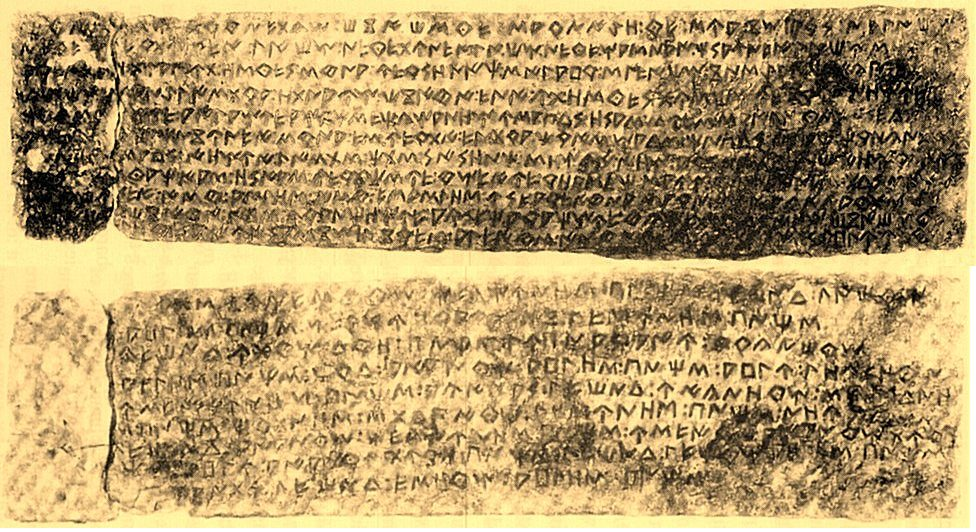
Botorritában talált bronztábla keltibér feliratokkal

A keltibérek (latinul Celtiberi, spanyolul celtíberos) az Ibériai-félsziget középső-északkeleti részén, az Ebro völgyében és a Mezeta keleti részén élt ókori kelta nép volt, akik a régészeti kutatások tanúbizonyságai alapján a Kr. e. II. és I. évezred között telepedhettek le a félszigeten.
Elnevezésük a rómaiaktól származik, akik a szicíliai történetíró, Diodorus Siculus feltételezése alapján úgy vélték, hogy a nép a Galliából bevándorolt kelták és az ibérek keveredéséből jött létre. Diodorus fiatalabb kortársa, Sztrabón már elvetette ezt az elméletet. A történettudomány általában ma is elfogadja a homogén keltibér nép vegyes, kelta és ibér etnikai-antropológiai eredetét. Nyelvük, a keltibér nyelv ezzel szemben kifejezetten kelta vonásokat mutató, archaikus vonásokat őrző ókelta nyelv volt, hangtani jellemzői alapján az ún. q-kelta csoportba tartozott.
A keltibérek i. e. 153–133 között elhúzódó háborút vívtak a Hispaniában is terjeszkedő Római Birodalommal. Végül behódoltak a rómaiaknak, és fokozatosan asszimilálódtak. Keltibér származású volt az i. sz. 1. századi római költő, Martialis is, aki epigrammáiban gyakran büszkélkedett őseivel (pl. „Nos Celtis genitos et ex Hiberis…”, Epigrammata – Liber IV, 55. epigramma).

## További irodalom
- Ókori lexikon I–II. Szerk. Pecz Vilmos. Budapest: Franklin Társulat. 1902–1904.